# Samar (Ukraine)
Samar (ukrainsk: Самар) er en by og kommune i Dnipropetrovsk oblast (provins) i Ukraine og det administrative centrum for Novomoskovsk rajon (distrikt). Tidligere var den også kendt som Samara. Byen har en befolkning på omkring 69.855 (2022) indbyggere.
Samar ligger overvejende på den højre bred af Samara-floden, som er en af de venstre bifloder af floden Dnepr. Byen ligger 27 kilometer fra oblastens hovedstad, Dnipro.
Byen er berømt for Helligtreenigheds-katedralen, der blev bygget i 1778 af Yakym Pohrybniak af træ uden søm.
Indtil 18. juli 2020 var Novomoskovsk administrativt centrum for Novomoskovsk rajon, selvom den ikke tilhørte rajonen. I juli 2020 blev byen Novomoskovsk som en del af den administrative reform i Ukraine, der reducerede antallet af raioner i Dnipropetrovsk oblast til syv, lagt sammen med rajonen.

## Galleri
- Novomoskovsk kloster
- Tidligere synagoge iNovomoskovsk
- Sankt Nicholas Katedral
- Novomoskovsk Tekniske Institut
- Stalinistisk arkitektur
- Boligbygning i centrum af Novomoskovsk